# Waxwork
Waxwork (literalmente "museo de cera") es una película de horror estrenada el 17 de junio de 1988 en Estados Unidos. La frase comercial de la película en inglés era “Stop On By And Give Afterlife A Try”.
Escrita y dirigida por Anthony Hickox, el film es protagonizado por Zach Galligan, Jennifer Bassey, Joe Baker, Deborah Foreman, Dana Ashbrook, Michelle Johnson, David Warner, Eric Brown y cuenta con la participación del actor húngaro Mihaly 'Michu' Meszaros, quien portara el traje de ALF. 

## Sinopsis
El tema central es la inauguración de un nuevo museo de cera en la ciudad con figuras de personajes de terror (vampiros, hombres lobo, momias, entre otros.). El propietario del lugar invita a un grupo de seis estudiantes adolescentes a pasar una velada nocturna gratuita de apertura. Entre ese grupo se encuentra el chico más popular del colegio, Mark Loftmore (Zach Galligan) y su nueva novia, Sarah Brightman (Deborah Foreman). Llegada la medianoche, descubren que los personajes de cera cobran vida, y realizarán sacrificios humanos implementados por los cuidadores del museo. 

## Reparto
- Zach Galligan: Mark Loftmore
- Jennifer Bassey: Mrs. Loftmore
- Joe Baker: Jenkins
- Deborah Foreman: Sarah Brightman
- Dana Ashbrook: Tony
- Michelle Johnson: China
- David Warner: David Lincoln
- Eric Brown: James
- Miles O'Keefe: Conde Drácula
- Charles McCaughan: Detective Roberts
- J. Kenneth Campell: Marqués de Sade.
- Jhon Rhys-Davies: Anton Weber
- Mihaly 'Michu' Meszaros: Hans, el mayordomo

## Trivia
- El director-escritor Anthony Hickox escribió el guion en solamente tres días.
- Bob Ken, artista de efectos especiales trabajó 18 horas diarias durante ocho semanas para lograr buenos efectos de los monstruos.
- Durante la escena en el sótano de la mansión del vampiro, el equipo en los sistemas dijo que era “la cosa más sangrienta puesta siempre a la pantalla”. Mucha de la sangre derramada en la escena fue cortada por el MPAA.
- En total se pueden apreciar 18 figuras de cera expuestas de monstruos en la película:

1. El Conde Drácula
2. El Fantasma de la Ópera
3. Un gul medieval
4. El Marqués de Sade
5. Un hombre lobo
6. Una momia
7. Un houngan vudú
8. Zombies canívoros
9. Un leñador loco con hacha
10. El hombre invisible
11. Monstruo de Frankenstein
12. Una planta carnívora gigante
13. Un bebé diabólico
14. Un alien con gran cantidad ojos
15. Un hombre-cobra
16. Jack el Destripador
17. Mister Hyde
18. y una bruja

- Después de que el policía visitó el museo con Mark, él encuentra que muchas de las estatuas de las víctimas se asemejan a la gente desaparecida en los carteles que él había visto. De estos carteles podemos destacar: William G. Bailey 7-26-62 pelo rubio arenoso, ojos cafés desaparecido desde el 6 de agosto de 1979 (o 1973) llame al Departamento de Policía de Santa Carla; Susan Wilbur 5-30-69 pelo negro, ojos azules que desapareció desde el 6 de febrero de 1983.

## Nominaciones y premios
En 1989, Anthony Hickox ganó el Ravén de Plata otorgado por el Festival Internacional de Bruselas de la película de la Fantasía.
Obtuvo en 1990 cuatro nominaciones de la Academia de Ciencia Ficción, Fantasía y Películas de Horror de Estados Unidos donde se disputó la concesión del Premio Saturn para "Mejor Vestuario" (Leonard Pollack), "Mejor Director" (Anthony Hickox), "Mejor película de Horror" y "Mejor Maquillaje".